# Szíriai Forradalmi és Ellenzéki Erők Nemzeti Koalíciója
A Szíriai Forradalmi és Ellenzéki Erők Nemzeti Koalíciója (arabul: الائتلاف الوطني لقوى الثورة والمعارضة السورية), időnként röviden csak Szíriai Nemzeti Koalíció a szíriai ellenzéki erők többségének koalíciója, melyet a szíriai polgárháború idején hoztak létre Dohában, Katar fővárosában 2012 novemberében. Elnökévé Moaz al-Hatib egykori szunnita imámot tették meg. Alelnökei Rijád Szejf és Szuheir Atasszi ellenzéki aktivisták.

## Létrejötte

A koalíció jelképe

A Bassár el-Aszad szíriai elnök rendszere elleni felkelés kitörését követően több ellenzéki szervezet is alapult, ezek közül a Szíriai Nemzeti Tanács tett szert a legnagyobb nemzetközi ismertségre és támogatásra. A konfliktus súlyosbodását követően azonban megnőtt az igénye egy átfogó jellegű ellenzéki koalíciónak, ezért tárgyalások kezdődtek a különböző ellenzéki szervezetek között. Áttörést végül 2012 november 11-én sikerült elérni, mikor hosszas egyeztetések után Katar fővárosában, Dohában megalapították a szervezetet, elnökké a mérsékelt politikusnak tartott Moaz al-Hatib imámot téve meg. A szervezet fő céljának tartja az Aszad-rezsim megdöntését a Szabad Szíriai Hadsereg támogatása által, illetve mereven elzárkóznak a rezsimmel való tárgyalásoktól, ezáltal a konfliktus esetleges diplomáciai megoldásától is.
A koalíciónak 63 tagja van, ebből 22 helyet az SZNT tagjai töltenek be.
Az új koalíció létrejötte azonban nem aratott osztatlan sikert a szíriai fegyveres csoportok között. Míg az SZSZH üdvözölte az egységes ellenzéki szervezet létrejöttét, addig Aleppóban 14 iszlamista fegyveres alakulat, köztük a jelentős létszámot kitevő Al-Nuszra Front és Tavhíd Brigád tagjai egy videóüzenetben szembehelyezkedtek a nemzeti koalícióval, majd kinyilvánították szándékukat, miszerint Szíriából egy iszlamista államot kell létrehozni, a saría törvénykezés alapján. December 24-én ezek a csoportosulások egy közös koalíciót hoztak létre, Szíriai Iszlám Front néven.
November végén a legjelentősebb kurd párt, a PYD vezetősége is kritizálta a koalíciót, mert szerintük Törökország és Katar túl nagy befolyással bír rá, egyúttal megtagadták a belépést is (annál is inkább, mivel a pártot nem hívták meg a dohai tárgyalásokra).

## Nemzetközi elismertsége

A koalíció támogatói

A szervezetet már megalakulása másnapján elismerték az Öböl Menti Együttműködési Tanács tagországai (Bahrein, Egyesült Arab Emírségek, Katar, Kuvait, Omán és Szaúd-Arábia) Szíria egyedüli hivatalos képviselőjének. Két nappal később Franciaország is elismerte a szervezetet Szíria hivatalos képviselőjének, majd november 15-én Törökország, 19-én Olaszország, hosszas tárgyalások után pedig 20-án az Egyesült Királyság részéről történt meg az elismerés. December 12-én Barack Obama amerikai elnök is elismerte a koalíciót. Ugyanaznap a Szíria barátai elnevezésű, 130 országból álló nemzetközi csoport is elismerte a koalíciót, az ország legitim képviselőjének.
A tagállamokkal történt egyeztetés után 2012 november 19.-én az Európai Unió is elismerte a koalíciót, mint a szíriai emberek legitim képviselőjét.
2013 március 22.-én Málta is elismerte a koalíciót, Szíria egyedüli hivatalos képviselőjének.
2013 március 26-án az Arab Liga is elismerte a koalíciót, és azóta a Koalíció képviselői töltik be Szíria helyét a szervezetben.
|     | Állam, vagy szervezet                                                                            | Elismerés dátuma | Elismerés mint                                                                | Megjegyzések |
| --- | ------------------------------------------------------------------------------------------------ | ---------------- | ----------------------------------------------------------------------------- | --- |
| 1.  | Bahrein                                                                                          | 2012 11.12.      | Szíria egyetlen legitim képviselője                                           | Az OIC tagja. Az Arab Liga tagja. |
| 2.  | Kuvait                                                                                           | 2012 11.12.      | Szíria egyetlen legitim képviselője                                           | Az OIC tagja. Az Arab Liga tagja. |
| 3.  | Omán                                                                                             | 2012 11.12.      | Szíria egyetlen legitim képviselője                                           | Az OIC tagja. Az Arab Liga tagja. |
| 4.  | Katar                                                                                            | 2012 11.12.      | Szíria egyetlen legitim képviselője                                           | Az OIC tagja. Az Arab Liga tagja. |
| 5.  | Szaúd-Arábia                                                                                     | 2012 11.12.      | Szíria egyetlen legitim képviselője                                           | Az OIC tagja. Az Arab Liga tagja. |
| 6.  | Egyesült Arab Emírségek                                                                          | 2012 11.12.      | Szíria egyetlen legitim képviselője                                           | Az OIC tagja. Az Arab Liga tagja. |
| 7.  | Franciaország                                                                                    | 2012 11.12.      | Szíria egyetlen legitim képviselője és a demokratikus Szíria jövendő kormánya | Az ENSZ Biztonsági Tanácsának állandó tagja. Az Európai Unió tagja. A NATO tagja. A Csendes-óceáni Közösség tagja.                         |
| 8.  | Törökország                                                                                      | 2012 11.15.      | Szíria egyetlen legitim képviselője                                           | Az OIC tagja. Az Európai Unió tagjelöltje. A NATO tagja.                                                                                   |
| 9.  | Olaszország                                                                                      | 2012 11.19.      | Szíria egyetlen legitim képviselője                                           | Az Európai Unió tagja. A NATO tagja. |
| 10. | Egyesült Királyság                                                                               | 2012 11.20.      | Szíria egyetlen legitim képviselője                                           | Az ENSZ Biztonsági Tanácsának állandó tagja. Az Európai Unió tagja. A NATO tagja. A Nemzetközösség tagja. A Csendes-óceáni Közösség tagja. |
| 11. | Spanyolország                                                                                    | 2012 11.29.      | Szíria egyetlen legitim képviselője                                           | Az Európai Unió tagja. A NATO tagja. |
| 12. | Dánia                                                                                            | 2012 12.09.      | Szíria legitim képviselője                                                    | Az Európai Unió tagja. A NATO tagja. |
| 13. | Norvégia                                                                                         | 2012 12.09.      | Szíria legitim képviselője                                                    | A NATO tagja. |
| 14. | Hollandia                                                                                        | 2012 12.10.      | Szíria legitim képviselője                                                    | Az Európai Unió tagja. A NATO tagja. |
| 15. | Németország                                                                                      | 2012 12.10.      | Szíria legitim képviselője                                                    | Az Európai Unió tagja. A NATO tagja. |
| 16. | Belgium                                                                                          | 2012 12.10.      | Szíria legitim képviselője                                                    | Az Európai Unió tagja. A NATO tagja. |
| 17. | Luxemburg                                                                                        | 2012 12.10.      | Szíria legitim képviselője                                                    | Az Európai Unió tagja. A NATO tagja. |
| 18. | Amerikai Egyesült Államok                                                                        | 2012 12.12.      | Szíria egyetlen legitim képviselője                                           | Az ENSZ Biztonsági Tanácsának állandó tagja. A NATO tagja. Az OAS tagja. A Csendes-óceáni Közösség tagja.                                  |
|     | A Szíria Nemzeti Koalíció nemzetközi elismerése a „Szíria barátai” nevű nemzetközi csoport által |                  |                                                                               | |
| 19. | Albánia                                                                                          | 2012 12.12.      | Szíria legitim képviselője                                                    | Az OIC tagja. A NATO tagja. |
| 20. | Algéria                                                                                          | 2012 12.12.      | Szíria legitim képviselője                                                    | Az Afrikai Unió tagja. Az OIC tagja. Az Arab Liga tagja.                                                                                   |
| 21. | Argentína                                                                                        | 2012 12.12.      | Szíria legitim képviselője                                                    | Az OAS tagja. |
| 22. | Ausztria                                                                                         | 2012 12.12.      | Szíria legitim képviselője                                                    | Az Európai Unió tagja. |
| 23. | Belize                                                                                           | 2012 12.12.      | Szíria legitim képviselője                                                    | A Nemzetközösség tagja. Az OAS tagja. |
| 24. | Bosznia-Hercegovina                                                                              | 2012 12.12.      | Szíria legitim képviselője                                                    | Az OIC megfigyelő státuszú tagja. |
| 25. | Brazília                                                                                         | 2012 12.12.      | Szíria legitim képviselője                                                    | Az Arab Liga megfigyelő státuszú tagja. Az OAS tagja.                                                                                      |
| 26. | Bulgária                                                                                         | 2012 12.12.      | Szíria legitim képviselője                                                    | Az Európai Unió tagja. A NATO tagja. |
| 27. | Chile                                                                                            | 2012 12.12.      | Szíria legitim képviselője                                                    | Az OAS tagja. |
| 28. | Comore-szigetek                                                                                  | 2012 12.12.      | Szíria legitim képviselője                                                    | Az Afrikai Unió tagja. Az OIC tagja. Az Arab Liga tagja.                                                                                   |
| 29. | Costa Rica                                                                                       | 2012 12.12.      | Szíria legitim képviselője                                                    | Az OAS tagja. |
| 30. | Ciprus                                                                                           | 2012 12.12.      | Szíria legitim képviselője                                                    | Az Európai Unió tagja. A Nemzetközösség tagja.                                                                                             |
| 31. | Csehország                                                                                       | 2012 12.12.      | Szíria legitim képviselője                                                    | Az Európai Unió tagja. A NATO tagja. |
| 32. | Dél-afrikai Köztársaság                                                                          | 2012 12.12.      | Szíria legitim képviselője                                                    | Az Afrikai Unió tagja. A Nemzetközösség tagja.                                                                                             |
| 33. | Dél-Korea                                                                                        | 2012 12.12.      | Szíria legitim képviselője                                                    | |
| 34. | Dominikai Köztársaság                                                                            | 2012 12.12.      | Szíria legitim képviselője                                                    | Az OAS tagja. |
| 35. | Dzsibuti                                                                                         | 2012 12.12.      | Szíria legitim képviselője                                                    | Az Afrikai Unió tagja. Az OIC tagja. Az Arab Liga tagja.                                                                                   |
| 36. | Egyiptom                                                                                         | 2012 12.12.      | Szíria legitim képviselője                                                    | Az Afrikai Unió tagja. Az OIC tagja. Az Arab Liga tagja.                                                                                   |
| 37. | Salvador                                                                                         | 2012 12.12.      | Szíria legitim képviselője                                                    | Az OAS tagja. |
| 38. | Észtország                                                                                       | 2012 12.12.      | Szíria legitim képviselője                                                    | Az Európai Unió tagja. A NATO tagja. |
| 39. | Finnország                                                                                       | 2012 12.12.      | Szíria legitim képviselője                                                    | Az Európai Unió tagja. |
| 40. | Fülöp-szigetek                                                                                   | 2012 12.12.      | Szíria legitim képviselője                                                    | Az ASEAN tagja. |
| 41. | Görögország                                                                                      | 2012 12.12.      | Szíria legitim képviselője                                                    | Az Európai Unió tagja. A NATO tagja. |
| 42. | Grúzia                                                                                           | 2012 12.12.      | Szíria legitim képviselője                                                    | |
| 43. | Guatemala                                                                                        | 2012 12.12.      | Szíria legitim képviselője                                                    | Az OAS tagja. |
| 44. | Haiti                                                                                            | 2012 12.12.      | Szíria legitim képviselője                                                    | A Nemzetközösség tagja. Az OAS tagja. |
| 45. | Honduras                                                                                         | 2012 12.12.      | Szíria legitim képviselője                                                    | Az OAS tagja. |
| 46. | Horvátország                                                                                     | 2012 12.12.      | Szíria legitim képviselője                                                    | Az Európai Unió tagja. A NATO tagja. |
| 47. | India                                                                                            | 2012 12.12.      | Szíria legitim képviselője                                                    | A Nemzetközösség tagja. Az Arab Liga megfigyelő státuszú tagja.                                                                            |
| 48. | Indonézia                                                                                        | 2012 12.12.      | Szíria legitim képviselője                                                    | Az OIC tagja. Az ASEAN tagja. |
| 49. | Irak                                                                                             | 2012 12.12.      | Szíria legitim képviselője                                                    | Az OIC tagja. Az Arab Liga tagja. |
| 50. | Izland                                                                                           | 2012 12.12.      | Szíria legitim képviselője                                                    | Az Európai Unió tagjelöltje. A NATO tagja.                                                                                                 |
| 51. | Írország                                                                                         | 2012 12.12.      | Szíria legitim képviselője                                                    | Az Európai Unió tagja. |
| 52. | Japán                                                                                            | 2012 12.12.      | Szíria legitim képviselője                                                    | |
| 53. | Jemen                                                                                            | 2012 12.12.      | Szíria legitim képviselője                                                    | Az OIC tagja. Az Arab Liga tagja. |
| 54. | Jordánia                                                                                         | 2012 12.12.      | Szíria legitim képviselője                                                    | Az OIC tagja. Az Arab Liga tagja. |
| 55. | Kanada                                                                                           | 2012 12.12.      | Szíria legitim képviselője                                                    | A Nemzetközösség tagja. Az OAS tagja. A NATO tagja.                                                                                        |
| 56. | Kelet-Timor                                                                                      | 2012 12.12.      | Szíria legitim képviselője                                                    | Az ASEAN megfigyelő státuszú tagja. A Csendes-óceáni Fórum megfigyelő státuszú tagja.                                                      |
| 57. | Kirgizisztán                                                                                     | 2012 12.12.      | Szíria legitim képviselője                                                    | Az OIC tagja. |
| 58. | Kolumbia                                                                                         | 2012 12.12.      | Szíria legitim képviselője                                                    | Az OAS tagja. |
| 59. | Kongói Demokratikus Köztársaság                                                                  | 2012 12.12.      | Szíria legitim képviselője                                                    | Az Afrikai Unió tagja. |
| 60. | Koszovó                                                                                          | 2012 12.12.      | Szíria legitim képviselője                                                    | Az OIC megfigyelő státuszú tagja. |
| 61. | Lengyelország                                                                                    | 2012 12.12.      | Szíria legitim képviselője                                                    | Az Európai Unió tagja. A NATO tagja. |
| 62. | Lettország                                                                                       | 2012 12.12.      | Szíria legitim képviselője                                                    | Az Európai Unió tagja. A NATO tagja. |
| 63. | Libanon                                                                                          | 2012 12.12.      | Szíria legitim képviselője                                                    | Az OIC tagja. Az Arab Liga tagja. |
| 64. | Litvánia                                                                                         | 2012 12.12.      | Szíria legitim képviselője                                                    | Az Európai Unió tagja. A NATO tagja. |
| 65. | Líbia                                                                                            | 2012 12.12.      | Szíria legitim képviselője                                                    | Az Afrikai Unió tagja. Az OIC tagja. Az Arab Liga tagja.                                                                                   |
| 66. | Malajzia                                                                                         | 2012 12.12.      | Szíria legitim képviselője                                                    | Az OIC tagja. A Nemzetközösség tagja. |
| 67. | Magyarország                                                                                     | 2012 12.12.      | Szíria legitim képviselője                                                    | Az Európai Unió tagja. A NATO tagja. |
| 68. | Mauritánia                                                                                       | 2012 12.12.      | Szíria legitim képviselője                                                    | Az Afrikai Unió tagja. Az OIC tagja. Az Arab Liga tagja.                                                                                   |
| 69. | Marokkó                                                                                          | 2012 12.12.      | Szíria legitim képviselője                                                    | Az Afrikai Unió tagja. Az OIC tagja. Az Arab Liga tagja.                                                                                   |
| 70. | Mexikó                                                                                           | 2012 12.12.      | Szíria legitim képviselője                                                    | Az OAS tagja. |
| 71. | Moldova                                                                                          | 2012 12.12.      | Szíria legitim képviselője                                                    | |
| 72. | Nigéria                                                                                          | 2012 12.12.      | Szíria legitim képviselője                                                    | Az Afrikai Unió tagja. A Nemzetközösség tagja. Az OIC tagja.                                                                               |
| 73. | Örményország                                                                                     | 2012 12.12.      | Szíria legitim képviselője                                                    | |
| 74. | Pakisztán                                                                                        | 2012 12.12.      | Szíria legitim képviselője                                                    | A Nemzetközösség tagja. Az OIC tagja. |
| 75. | Palesztina                                                                                       | 2012 12.12.      | Szíria legitim képviselője                                                    | Az OIC tagja. |
| 76. | Panama                                                                                           | 2012 12.12.      | Szíria legitim képviselője                                                    | Az OAS tagja. |
| 77. | Paraguay                                                                                         | 2012 12.12.      | Szíria legitim képviselője                                                    | Az OAS tagja. |
| 78. | Peru                                                                                             | 2012 12.12.      | Szíria legitim képviselője                                                    | Az OAS tagja. |
| 79. | Portugália                                                                                       | 2012 12.12.      | Szíria legitim képviselője                                                    | Az Európai Unió tagja. A NATO tagja. |
| 80. | Románia                                                                                          | 2012 12.12.      | Szíria legitim képviselője                                                    | Az Európai Unió tagja. A NATO tagja. |
| 81. | Sierra Leone                                                                                     | 2012 12.12.      | Szíria legitim képviselője                                                    | Az Afrikai Unió tagja. Az OIC tagja. |
| 82. | Svédország                                                                                       | 2012 12.12.      | Szíria legitim képviselője                                                    | Az Európai Unió tagja. |
| 83. | Szingapúr                                                                                        | 2012 12.12.      | Szíria legitim képviselője                                                    | A Nemzetközösség tagja. Az ASEAN tagja. |
| 84. | Szlovákia                                                                                        | 2012 12.12.      | Szíria legitim képviselője                                                    | Az Európai Unió tagja. A NATO tagja. |
| 85. | Szlovénia                                                                                        | 2012 12.12.      | Szíria legitim képviselője                                                    | Az Európai Unió tagja. A NATO tagja. |
| 86. | Tunézia                                                                                          | 2012 12.12.      | Szíria legitim képviselője                                                    | Az Afrikai Unió tagja. Az OIC tagja. Az Arab Liga tagja.                                                                                   |
| 87. | Ukrajna                                                                                          | 2012 12.12.      | Szíria legitim képviselője                                                    | |
| 88. | Uganda                                                                                           | 2012 12.12.      | Szíria legitim képviselője                                                    | Az Afrikai Unió tagja. Az OIC tagja. |
| 89. | Uruguay                                                                                          | 2012 12.12.      | Szíria legitim képviselője                                                    | Az OAS tagja. |
| 90. | Új-Zéland                                                                                        | 2012 12.12.      | Szíria legitim képviselője                                                    | A Nemzetközösség tagja. A Csendes-óceáni Fórum tagja. A Csendes-óceáni Közösség tagja.                                                     |
| 91. | Zambia                                                                                           | 2012 12.12.      | Szíria legitim képviselője                                                    | Az Afrikai Unió tagja. A Nemzetközösség tagja.                                                                                             |
|     | További államok és szervezetek                                                                   |                  |                                                                               | |
| 92. | Ausztrália                                                                                       | 2012 12.13.      | Szíria legitim képviselője                                                    | A Nemzetközösség tagja. A Csendes-óceáni Fórum tagja. A Csendes-óceáni Közösség tagja.                                                     |
| 93. | Málta                                                                                            | 2013 03.22.      | Szíria legitim képviselője                                                    | A Nemzetközösség tagja. Az Európai Unió tagja.                                                                                             |
| -   | Arab Liga                                                                                        | 2013 03.26.      | Tagság az Arab Ligában                                                        | |

### Nem elismerő államok
Az alábbi listában szereplő államok, hivatalos közlemény útján még nem fejezték ki elismerési szándékukat. Egy részük erősen ellenzi a Nemzeti Koalíciója elismerését, mint Szíria legitim képviselőjét, és kiáll a jelenlegi kormányzat mellett. Más részük valószínűleg támogatja a Koalíciót, de ennek nem adott hivatalosan hangot.
- Svájc,  Liechtenstein,  Monaco,  Andorra,  San Marino,  Vatikán,  Szerbia,  Montenegró,  Észak-Macedónia,  Fehéroroszország,  Oroszország
- Izrael,  Azerbajdzsán,  Irán,  Afganisztán,  Kazahsztán,  Türkmenisztán,  Tádzsikisztán,  Üzbegisztán,  Nepál,  Bhután,  Srí Lanka,  Maldív-szigetek,  Banglades,  Mianmar,  Thaiföld,  Kambodzsa,  Laosz,  Vietnám,  Kína,  Mongólia,  Észak-Korea,  Brunei
- Szenegál,  Gambia,  Guinea,  Bissau-Guinea,  Zöld-foki Köztársaság,  Libéria,  Elefántcsontpart,  Burkina Faso,  Mali,  Ghána,  Togo,  Benin,  Niger,  Csád,  Kamerun,  Egyenlítői-Guinea,  São Tomé és Príncipe,  Gabon,  Dél-Szudán,  Szudán,  Szomália,  Eritrea,  Etiópia,  Kenya,  Kongói Köztársaság,  Tanzánia,  Ruanda,  Burundi,  Malawi,  Mozambik,  Zimbabwe,  Botswana,  Angola,  Namíbia,  Lesotho,  Szváziföld,  Madagaszkár,  Mauritius,  Seychelle-szigetek
- Nicaragua,  Kuba,  Bahama-szigetek,  Jamaica,  Antigua és Barbuda,  Saint Kitts és Nevis,  Dominikai Közösség,  Saint Lucia,  Saint Vincent és a Grenadine-szigetek,  Barbados,  Grenada,  Trinidad és Tobago
- Guyana,  Suriname,  Venezuela,  Ecuador,  Bolívia
- Pápua Új-Guinea,  Salamon-szigetek,  Vanuatu,  Szamoa,  Fidzsi-szigetek,  Tonga,  Tuvalu,  Nauru,  Kiribati,  Palau,  Mikronézia,  Marshall-szigetek
- Niue,  Cook-szigetek
- Abházia,  Dél-Oszétia,  Hegyi-Karabah Köztársaság,  Dnyeszter Menti Köztársaság,  Észak-Ciprus,  Nyugat-Szahara,  Szomáliföld,  Tajvan
- Máltai lovagrend

## Nemzetközi szervezetek beli elismertsége
| Szervezet    | |
| ------------ | --- |
| ENSZ         | A Szíriai Forradalmi és Ellenzéki Erők Nemzeti Koalícióját 85 ENSZ tagállam ország ismerte el, mint Szíria legitim képviselőjét. Az állandó megfigyelői státusszal rendelkező kettő állam közül Palesztina ismeri el. Tagállamok (91 / 192) Megfigyelők (1 / 2) |
| EU           | Az EU tagállamainak zöme hivatalosan is elismerte a Nemzeti Koalíciót, mint Szíria legitim képviselőjét, már 2012 november elején is. A tagállamokkal történt egyeztetés után 2012 november 19.-én az Európai Unió is elismerte a koalíciót, mint a szíriai emberek legitim képviselőjét. Az öt tagjelölt ország közül kettő (Izland és Törökország) elismeri, míg a másik három (Macedónia, Montenegró és Szerbia) nem. Tagállamok (27 / 28) Tagjelöltek (2 / 5) |
| NATO         | A katonai szervezet hivatalosan nem fogalmazott meg álláspontot a Koalíciónak, mint Szíria legitim képviselőjének elismerésével kapcsolatban, valamennyi tagállama hivatalosan is elismerte. A három tagjelölt államból kettő (Grúzia és Ukrajna) elismeri, míg Macedónia nem. Tagállamok (27 / 28) Tagjelöltek (2 / 3) |
| Afrikai Unió | Az Afrikai Unió nem alakított ki egységes álláspontot az elismerés kérdésében, az egyes tagállamok maguk döntenek mellette. Tagállamok (14 / 53) |
| Arab Liga    | 2013 március 26-án az Arab Liga is elismerte a koalíciót, és azóta a Koalíció képviselői töltik be Szíria helyét a szervezetben. A Liga tagjai közül a következő államok nem ismerték el, vagy nincs róla információ: Szudán és Szomália. A Liga négy megfigyelő státuszú államából kettő (India és Brazília) elismeri, míg a másik kettő (Eritrea és Venezuela) nem. Tagállamok (19 / 21) Megfigyelők (2 / 4) |
| OIC          | Iszlám Konferencia Szervezete nem alakított ki egységes álláspontot az elismerés kérdésében. E tekintetben a szervezet elég megosztott, a tagállamok nagyjából fele elismeri a Koalíciót, mint Szíria legitim képviselőjét, de akadnak tagok, akik erősen ellenzik ezt. Ezek közé sorolható Irán, valamint Kirgizisztán kivételével az összes közép-ázsiai, volt szovjet udódállam és a megfigyelők közül főképp Oroszország. Sok - főleg afrikai - tag hivatalos véleménye az ügyről nem ismert. A hat megfigyelő állam közül Oroszország erősen ellenzi, Bosznia-Hercegovina és Koszovó az a kettő, melyik hivatalosan is támogatja, Észak-Ciprus támogatja, míg Thaiföld és a Közép-afrikai Köztársaság véleménye nem ismert az ügyben. Tagállamok (28 / 56) Megfigyelők (2 / 6) |